# Пайнвілл (Луїзіана)
Пайнвілл (англ. Pineville) — місто в США, в окрузі Рапід штату Луїзіана. Населення — 14 384 особи (2020).

## Географія
Пайнвілл розташований за координатами 31°20′32″ пн. ш. 92°24′31″ зх. д. / 31.34222° пн. ш. 92.40861° зх. д. (31.342195, -92.408747).  За даними Бюро перепису населення США в 2010 році місто мало площу 34,15 км², з яких 32,72 км² — суходіл та 1,43 км² — водойми.

### Клімат
| Клімат : Пайнвілл     | Клімат : Пайнвілл | Клімат : Пайнвілл | Клімат : Пайнвілл | Клімат : Пайнвілл | Клімат : Пайнвілл | Клімат : Пайнвілл | Клімат : Пайнвілл | Клімат : Пайнвілл | Клімат : Пайнвілл | Клімат : Пайнвілл | Клімат : Пайнвілл | Клімат : Пайнвілл | Клімат : Пайнвілл |
| Показник              | Січ.              | Лют.              | Бер.              | Квіт.             | Трав.             | Черв.             | Лип.              | Серп.             | Вер.              | Жовт.             | Лист.             | Груд.             | Рік               |
| Середній максимум, °C | 15,0              | 17,2              | 21,1              | 25,0              | 29,4              | 32,2              | 33,9              | 33,9              | 31,7              | 26,1              | 20,6              | 15,6              | 25,0              |
| Середній мінімум, °C  | 3,3               | 5,6               | 9,4               | 13,3              | 18,3              | 21,7              | 23,3              | 22,8              | 20,0              | 13,9              | 8,9               | 4,4               | 12,2              |
| Норма опадів, мм      | 138               | 140               | 135               | 116               | 120               | 137               | 112               | 104               | 100               | 134               | 157               | 158               | 1394              |
| --------------------- | ----------------- | ----------------- | ----------------- | ----------------- | ----------------- | ----------------- | ----------------- | ----------------- | ----------------- | ----------------- | ----------------- | ----------------- | ----------------- |
| Джерело: Accuweather  |                   |                   |                   |                   |                   |                   |                   |                   |                   |                   |                   |                   |                   |

## Демографія
Згідно з переписом 2010 року, у місті мешкало 14 555 осіб у 5621 домогосподарстві у складі 3395 родин. Густота населення становила 426 осіб/км².  Було 6105 помешкань (179/км²).
Расовий склад населення:
| - 64,6 % — білих - 30,8 % — чорних або афроамериканців - 1,5 % — азіатів - 0,5 % — корінних американців - 0,1 % — вихідців з тихоокеанських островів |

До двох чи більше рас належало 1,9 %. Частка іспаномовних становила 2,6 % від усіх жителів.
За віковим діапазоном населення розподілялося таким чином: 22,9 % — особи молодші 18 років, 64,1 % — особи у віці 18—64 років, 13,0 % — особи у віці 65 років та старші. Медіана віку мешканця становила 33,6 року. На 100 осіб жіночої статі у місті припадало 95,4 чоловіків;  на 100 жінок у віці від 18 років та старших — 94,4 чоловіків також старших 18 років.
Середній дохід на одне домашнє господарство  становив 49 639 доларів США (медіана — 38 049), а середній дохід на одну сім'ю — 59 784 долари (медіана — 46 493). Медіана доходів становила 40 506 доларів для чоловіків та 32 589 доларів для жінок. За межею бідності перебувало 21,3 % осіб, у тому числі 30,4 % дітей у віці до 18 років та 14,5 % осіб у віці 65 років та старших.
Цивільне працевлаштоване населення становило 5438 осіб. Основні галузі зайнятості: освіта, охорона здоров'я та соціальна допомога — 29,9 %, роздрібна торгівля — 13,4 %, мистецтво, розваги та відпочинок — 8,5 %, будівництво — 8,5 %.